# 陳冠中
陳冠中（英語：John Chan Koon Chung，1952年6月1日—），出生于上海，祖籍浙江宁波，加拿大籍華文作家。

## 簡歷
陳冠中原籍浙江鄞縣（即寧波），1952年出生于上海法租界淮海中路，1956年移居香港生活。他在1964年畢業於德信學校，同年考入九龍華仁書院（1964年至1971年，1969年中五，1971年中七），1971年預科畢業升讀香港大學。1974年於香港大學社會學系畢業，之後前往美國波士頓大學進修1年新聞學課程。回港後的第一份正職工作是在一份叫《星報》(The Star) 的英文小報當了九個月的記者。1976年，陳冠中與黎則奮、陳文鴻、曾澍基、張嘉龍及鐘小玲一起開辦一山書屋。同年，陳冠中聯同丘世文、鄧小宇及胡君毅創辦生活潮流月刊《號外》，並擔任其出版人和總編輯共23年。
陳冠中自1981年開始創作劇本，曾監製或策劃十多齣香港電影包括《烈火青春》、《等待黎明》、《花街時代》、《上海之夜》、《癲佬正傳》、《聽不到的說話》、《不是冤家不聚頭》、《殺手蝴蝶夢》等及美國電影"Eat a Bowl of Tea"、"Life is Cheap"等，為香港電影導演會創辦人之一。1988年，聯同香港浸會大學翻譯系周兆祥博士等人成立香港環保團體綠色力量和綠田園有機農場。1992年之前，陳冠中居於香港，1992年至1994年在北京逗留了兩年多，之後在台北生活六年。2000年後移居北京至今。後來在1995年參與《三聯生活周刊》復刊，參與創辦台灣超級電視台（後更名為東森超視）。1990年代中期曾任《讀書》海外出版人。
他於2008年至2011年任綠色和平國際董事。2013年獲選為香港書展年度作家。 2016年擔任香港嶺南大學駐校作家。

## 成就
陳冠中与胡恩威、甘国亮、林奕华、张艾嘉、关锦鹏、岑建勳、刘天兰、梁文道、陈士齐、张翠容等香港文化人和媒体人一道创立香港牛棚书院，为香港文化艺术作出贡献。
1978年，陳冠中在《號外》發表短篇《太陽膏之夢》。1991年，參與嚴浩、徐克合導的電影《棋王》的演出。1998年，他在台灣完成了中篇《什麼都沒有發生》。2003年，他寫下《金都茶餐廳》，以香港爆發「沙士」為背景，藉着一班烏合之眾發起的茶餐廳救亡運動，與他提出過的「半唐番」、「Can Do精神」一脈相承。《太陽膏之夢》、《什麼都沒有發生》和《金都茶餐廳》，後來都收錄在短篇小说集《香港三部曲》中。
2005年，《我這一代香港人》出版发行。
2008年，《下一個十年: 香港的光榮時代》出版发行。
直到2008年，他已在北京居住了八年，目睹中國改革三十年的變化，寫下《盛世》。作品在2009年在香港出版，在大陸成為禁書。
2012年，出版《中国天朝主义与香港》，并被香港大學選為名譽大學院士。
2013年，他獲選為香港書展年度作家。
2013年，他完成《裸命》，寫的是與藏族有關的小說，主要因為中國政府在2012年，對藏族政策有所改變，激發他的創作。
至2015年，《建豐二年──新中國烏有史》在香港面世，成了他第三本禁書。這部著作後來連同《盛世》和《裸命》結集成《中國三部曲》。
2018年，陳冠中新短篇小說《馬可波囉》寫成。雖然他已走到中國內地，但仍選擇以小說來發聲者，在大中國的背景裏，擔起了小說專業的代表，寫出中國那曖昧不明的現狀，同時，又令人從中想起香港。同年1月，接受訪問時表示新短篇小說《馬可波囉》是跟自己長期關注的議題和生活接觸面有關。在北京常見到人文社科學者和文化工作者，他們現在的處境觸發他寫出這個短篇小說來。
2018年，《一種華文多種諗頭》出版发行。
2020年，《北京零公里》出版发行。
2023年，文集《又一個時代》在台灣出版。

## 個人生活
陳冠中已婚，與妻子周氏（Amelia）育有兩名兒子。

## 《盛世》帶來的現實反思
紐約時報中文網於2020年刊登一篇名為〈失憶之國：為何中國如此迅速地遺忘了新冠這場災難〉文章，當中2009年出版的《盛世》被認為可以帶來有關新型冠狀病毒危機的反思。文章提到小說內容，指飲用水中被添加了迷幻藥，讓人民聽話和開心，但《盛世》中的政府官員原來不知道人民為何集體失去了過去某段回憶。在文章中，陳冠中受訪說：「如果誘導能做到這樣就太厲害了，不可能的。是集體先忘掉了，政府才順水推舟。」

## 爭議
2020年7月5日，香港蘋果日報及壹傳媒創辦人黎智英在蘋果日報發表《飛翔吧　良知的脊梁在撐着》文章，文中指出：「我有一網紅好友兩夫婦，最近被陳冠中介紹去見一位仁兄。這位仁兄獅子頭曾經扮成民主義士，其實一直在為中共做事，今次國安法推出當上了中共打手，關埋門恐嚇了我友人夫婦七小時，最後看到我友人無動於衷，於是只好恐嚇他老婆，以為她是弱者，說他會用黑社會爛仔對付他們，問她想給車撞死還是胸口給插三刀殺死。」
其後，陳冠中在臉書上澄清，指恐嚇一事，純屬誤傳：「網紅夫婦和獅子頭早就認識，根本不是我介紹拉線的。飯局也是男網紅主動約獅子頭的，然後才通知我。網紅兩夫婦自行上了獅子頭家𥚃吃飯，那天晚上我錄電台節目，和太太晚到大概兩個小時，在他們飯後才加入。另有我和網紅都認識的一位媒體朋友更晩才到，他和獅子頭是第一次見面。同場還有獅子頭的一對溫哥華夫婦朋友，完全是局外人。我替我太太翻譯粤語，所以說了什麼我們比較記得。何來恐嚇一舉？這麼多人在場，能恐嚇嗎？誰傳話了？黎智英怎麼會有這麼荒謬的理解？黎智英又為何這般指控獅子頭 — 這些指控非常嚴重，不容信口開河。」

## 外部連結
- 專訪新任國際綠色和平董事陳冠中（页面存档备份，存于）
- 陳冠中Blog（页面存档备份，存于）